# Првенство Југославије у фудбалу 1938/39.
У сезони 1938/39. број клубова који се такмиче у Народној лиги Југославије је рекордних дванаест (у претходним сезонама је било и више клубова али је у тим сезонама такмичење било организовано по куп систему), а првак је по пети пут постао београдски БСК.

## Учесници првенства
- БАСК, Београд
- БСК, Београд
- 1. ХШК Грађански, Загреб
- Грађански, Скопље
- Јединство, Београд
- Југославија, Београд
- Љубљана
- Славија, Вараждин
- Славија, Сарајево
- Спарта, Земун
- Хајдук, Сплит
- ХАШК, Загреб

## Табела
| Место | Клуб             | Мечева | Победа | Нерешених | Пораза | Дати голови | Примљени голови | Гол Разлика | Бодова |
| ----- | ---------------- | ------ | ------ | --------- | ------ | ----------- | --------------- | ----------- | ------ |
| 1     | БСК              | 22     | 17     | 3         | 2      | 67          | 14              | +53         | 37     |
| 2     | 1. ХШК Грађански | 22     | 14     | 4         | 4      | 53          | 17              | +36         | 32     |
| 3     | Југославија      | 22     | 12     | 4         | 6      | 37          | 24              | +7          | 28     |
| 4     | Хајдук           | 22     | 11     | 5         | 6      | 51          | 30              | +21         | 27     |
| 5     | ХАШК             | 22     | 10     | 5         | 7      | 41          | 27              | +14         | 25     |
| 6     | Јединство        | 22     | 8      | 4         | 10     | 35          | 40              | -5          | 20     |
| 7     | Славија С.       | 22     | 7      | 5         | 10     | 34          | 43              | -9          | 19     |
| 8     | БАСК             | 22     | 6      | 7         | 9      | 27          | 36              | -9          | 19     |
| 9     | Љубљана          | 22     | 7      | 4         | 11     | 23          | 41              | -18         | 18     |
| 10    | Грађански С.     | 22     | 7      | 2         | 13     | 31          | 57              | -26         | 16     |
| 11    | Спарта           | 22     | 5      | 3         | 14     | 21          | 60              | -39         | 13     |
| 12    | Славија В.       | 22     | 4      | 2         | 16     | 23          | 54              | -31         | 10     |

## Освајач лиге
| Првак Југославије у фудбалу 1938/39. |
| ------------------------------------ |
| БСК                                  |
| Пета титула                          |